# 아시모리정
아시모리정(足守町)은 일본 오카야마현 기비군에 설치되었던 정이다. 현재의 오카야마시 기타구의 일부에 해당한다.